# Duar
Un duar, de l'àrab دوار, dawār, és un campament de beduïns àrabs, en el que les tendes o khaymes, en nombre variable, estan disposades en forma circular o el·líptica rodejant un espai central buit anomenat murah (àrab: مراح, murāḥ), on es col·loca el bestiar durant la nit. Aquesta disposició és pròpia tant dels beduïns del nord de Síria i de l'Iraq com dels nòmades i seminòmades del nord d'Àfrica.
A l'Orient Mitjà el mot pren les formes dawar i dwar, mentre que al Màgrib s'anomenen dúwar i dowwar i en plural dwàwir.
La paraula va passar al català com duar o aduar, que designa un «conjunt de tendes i cabanes que serveix de campament, generalment de nòmades», així com un «grup de famílies de pastors nord-africans, governats per un caid, que tenen els mateixos costums i els mateixos interessos».